# Walter Sommé
Walter Sommé (* 27. Mai 1888 in Rittergut Libartowo/Posen; † 14. Mai 1971 in Düren) war ein deutscher Offizier in der Luftwaffe der Wehrmacht.

## Leben
Sommé trat am 1. Mai 1908 in das kaiserliche Heer ein und diente in der Infanterie. Nachdem er am 19. November 1909 zum Leutnant ernannt wurde, kämpfte er im Ersten Weltkrieg, erst bei der Infanterie, dann bei der Fliegertruppe. Dort erhielt er das Ritterkreuz des königlichen Hausordens von Hohenzollern mit Schwertern. 
Nach Kriegsende wurde er als Hauptmann in die Reichswehr übernommen und diente im Infanterie-Regiment 3. Von 1925 bis 1932 lehrte er an der Infanterieschule Döberitz Luftkriegstaktik. 
Nachdem er am 1. April 1934 als Oberstleutnant zur Luftwaffe wechselte, übernahm er als Kommandeur die Fliegerwaffenschule in Braunschweig. Anschließend erfolgte am 1. April 1936 die Beförderung zum Oberst und die Übernahme des Kampfgeschwaders 152 als Geschwaderkommodore. Ab 1. November 1938 übernahm er in gleicher Funktion das Kampfgeschwader 153. Am 1. Januar 1939 erreichte ihn die Beförderung zum Generalmajor und er übernahm das Amt des Höheren Flieger-Ausbildungs Kommandeurs III in Berlin. Während des Krieges führte er nacheinander den Luftgaustab z.b.V. 3 und den Luftgaustab z.b.V. 14. Nach seiner Beförderung am 1. Dezember 1940 zum Generalleutnant übernahm er das Amt eines Höheren Kommandeurs der Flieger-Ausbildung z.b.V. Belgien-Nordfrankreich. Am 29. Juni 1941 erhielt er die Führung über den Luftgaustab z.b.V. in Russland bei der Heeresgruppe Nord und übernahm am 23. Oktober 1941 den Luftgau VIII in Breslau als Kommandierender General. Dort erreichte ihn am 20. Mai 1942 die Beförderung zum General der Flieger. Am 1. August 1944 wurde er in die Führerreserve versetzt und geriet am 14. April 1945 in US-Kriegsgefangenschaft.